# Bukówko (przystanek kolejowy)
Bukówko – zlikwidowany przystanek kolei wąskotorowej (Białogardzka Kolej Dojazdowa) w Bukówku, w województwie zachodniopomorskim, w Polsce.